# Hellyethira forficata
Hellyethira forficata is een schietmot uit de familie Hydroptilidae. De soort komt voor in het Australaziatisch gebied.